# Helmut Lotti
Helmut Lotti, född Helmut Lotigiers den 22 oktober 1969 i Sint-Amandsberg nära Gent, är en belgisk sångare och låtskrivare.
Lotti började sin sångkarriär med en stil som både sångmässigt och visuellt var en uppenbar imitation av Elvis Presley, och beskrevs som "De Nieuwe Elvis" (nederländska för "den nye Elvis"). Hans två första album var Vlaamse Nachten ("Flamländska nätter", 1990) och Alles Wat Ik Voel ("Allt som jag känner", 1992). Efter ytterligare några album ändrade han under 1995 riktning med den första av vad som blev en lång rad "Helmut Lotti goes Classic"-album, vilket visade sig öka hans popularitet. Sedan 2000 har han också gjort framgångsrika inspelningar av musik i traditionell latinamerikansk, afrikansk och rysk stil.
Helmut Lotti sjunger på såväl nederländska och afrikaans som på engelska, franska, tyska, ryska, hebreiska, italienska, latin och spanska. Hans album har sålts i över 13 miljoner exemplar världen över och han har fått över 90 platina- och 70 guldalbum.
Lotti arbetar som ambassadör för Unicef och deltog 2006 i 0110-konserterna som dEUS frontman Tom Barman organiserade mot rasism och extremhöger.